# マッレ・バッベ
『マッレ・バッベ』（蘭: Malle Babbe、英: Malle Babbe）は、17世紀オランダ黄金時代のハールレムの巨匠フランス・ハルスが1633-1635年頃、キャンバス上に油彩で描いた絵画である。『ヒッレ・ボッベ』（蘭: Hille Bobbe、英: Hille Bobbe）、または『ハールレムの魔女』（蘭: Heks van Haarlem、英: The Witch of Haarlem）とも呼ばれている。伝統的に、トローニー (特定の肖像ではなく、顔の表情や珍しい衣装を描いた習作)、あるいは神話的な魔女を描いた肖像画形式の風俗画と解釈されてきた。現在、本作は、ハールレム出身の特定の個人の風俗画的肖像画と特定されている。その個人とは、アルコール中毒患者であったか、精神病を患っていたマッレ (「頭のおかしい」の意) ・バッベである。作品は、ベルリン絵画館に所蔵されている。

## 作品
絵画は、ハルスの生前から芸術的賞賛の的となっており、そのことは画家の追随者によって数点の複製画が制作されたことでもわかる。1869年、作品がミュンヘンで展示された時、複製画を制作したギュスターヴ・クールベによっても賞賛された。
作品は、テーブルの端に座り、明らかにキャンバスの右にいる誰かと話しているか、 キャンバスの右にある何かに笑っている女性の顔を表している。女性は右手で、蓋の開いたしろめのビール注ぎ容器を握っている。フクロウが女性の肩に乗っている。彼女の服装は簡素で、ハールレムの1630年頃のファッションである。彼女の顔は、躁病的なしかめっ面で生き生きとしている。一見、自由気ままな筆致に見えながら、彼女が笑った瞬間に顔に当たった光のゆらめきを完璧に捉えている。この筆致はハルスの様式に典型的で、画家のより正式な依頼肖像画の様式とあまり隔たっていない。

## 名称
長い間、本作は、額縁の裏側にある記名 (Malle Babbe van Haerlem … Fr[a]ns Hals (ハールレムのマッレ・バッベ) の誤読により、『知恵遅れの男』（または、ハールレムの魔女）と誤った題名がつけられていた。

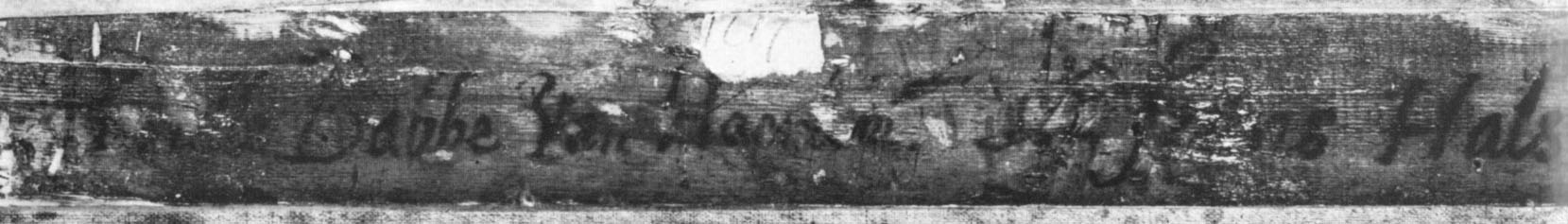
裏側にある記名。Malle Babbe van Haerlem ... Fr[a]ns Hals

モデルを魔女として解釈するなら、「魔女の使い」と考えられていたフクロウは、「闇」の象徴であるという見方もある。しかし、フランス・ハルスの他の作品における主題からすると、本作はおそらく居酒屋の情景で、フクロウは、オランダ語の諺である「フクロウのように酔った」ということを表している。フクロウは「酩酊」の象徴であったのである。すなわち、本作は、過度の飲酒をユーモアを持って諫めたものと考えられる。

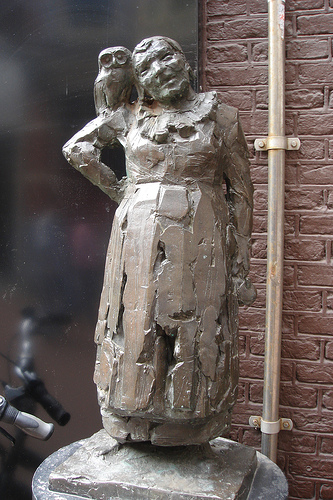
ケース・フェルカーデでによる『マッレ・バッベ』(1978年)、バルテルヨリスストラート、ハールレム

## 実在のマッレ・バッベ
ハールレムの市役所の研究は、バルバラ・クラースと呼ばれたマッレ・バッベが実在したことを示している。 彼女は、市城壁外にあったヘット・ドルハイスと呼ばれた地元の病院の入居者のリストに含まれていた。この病院は、自分自身や社会に危害を及ぼすような人々や、夜、市門が閉ざされた後に市に到着する人々を収容するものであった。1642年頃、フランス・ハルスの息子のピーテル・ハルスも、この病院にいた。この時期までに、おそらくハルスとマッレ・バッベはすでに出会っていたであろう。彼女が1663年に亡くなったこと以外の伝記的詳細は現存していないが、彼女は明らかにハールレムで知られていた人物であったからである。オランダ語で「マッレ (malle)」という形容詞は、「頭のおかしい」という意味であり、画家や作家がこの種の村の人物を描くことは一般的なことではなかった。この種の描写において、日常生活の情景の中に精神的におかしい人物の記録を見て取ることができる。また、画家は正常と異常の微妙な一線を探求することを楽しんでいたのかもしれない。

## 他の絵画

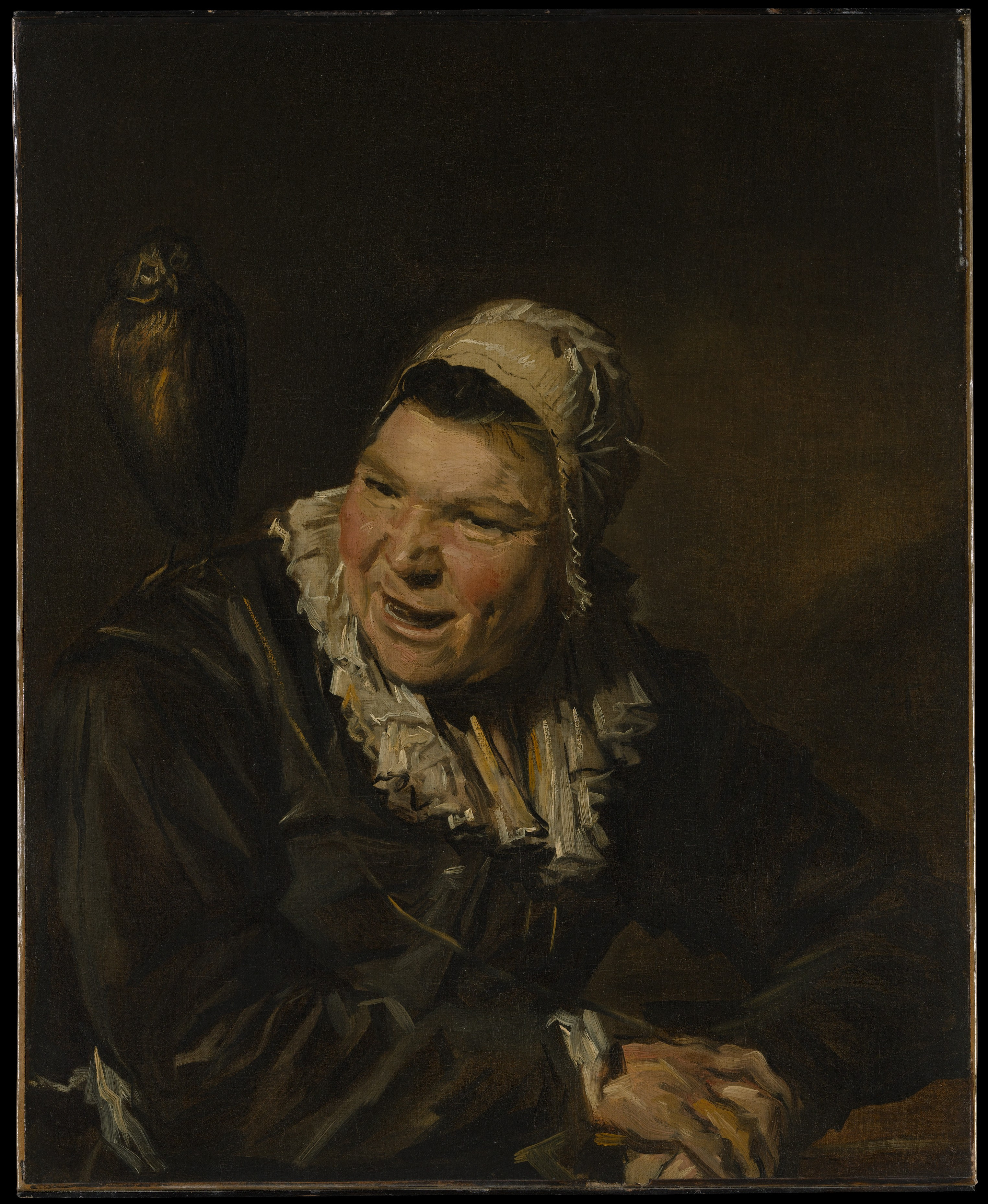
『マッレ・バッベ』74.9 x 61 cm, メトロポリタン美術館

ニューヨークのメトロポリタン美術館は、類似した作品を所蔵している。その制作者が誰であるかはわかっていないが、現在、ハルスの弟子の1人の作品だと考えられている。
別のヴァージョンでは、マッレ・バッベが男性の酒飲みといっしょに描かれている。彼女が、アドリアーン・ブラウエルの作品から取られた男性の人物といっしょに描かれている2点の作品もある。これらの作品で、彼女と男性は、魚が盛られたテーブルの背後に描かれている。さらに、明らかにマッレ・バッベを描いている2点の肖像画もあるが、それらの作品にフクロウは登場していない。
ハン・ファン・メーヘレンは、フェルメールの様式でマッレ・バッベの複製画を制作したが、その作品は現在、アムステルダム国立美術館に展示されている。 

## 歌
オランダで、本作は、ボウデウェイン・デ・フロートとレナールト・ネイフによって作詞され、1973年にロプ・デ・ネイスにより最初に演奏された有名な歌の題名となっている。『マッレ・バッベ』と呼ばれる歌の実際の主題は、ハルスの別の絵画であり、おそらく娼婦を描いた『ジプシー女』(ルーヴル美術館) によって触発されたものである。 この歌は、彼女の艶めかしい官能性を湛えている。しかし、歌はまた、『ジプシー女』ではなく『マッレ・バッベ』の情景である居酒屋で、彼女が泡だらけのビールを飲んでいることに触れている。ネイフは、1962年の展覧会で両方の作品とも見ている。